# 移除Internet Explorer
在美國訴微軟案中提出了從Windows中移除Internet Explorer（IE）的做法。後來，不少人將這個做法作為一種保護Windows系統免受IE漏洞從而遭受攻擊的方法。
从个人计算机中删除 Internet Explorer 的过程在浏览器的版本历史记录中发生了变化，但其许多升级和安装方法的性质一直是公共利益的问题。第一个包含的版本是1996年末Windows 95的第2版。后来，升级到IE3（1996年问世）的用户仍然可以使用最后一个 IE，因为安装将以前的版本转换为单独的目录。然而，Internet Explorer 4的shell集成与Windows 资源管理器引起了争议。在更高的版本中，删除（或无法删除）变得更加复杂。随着Internet Explorer 7的发布，shell集成开始减少，例如更改ActiveX托管和与Windows资源管理器不同的外观。
由于欧盟对 Windows 7 的反垄断调查，歐盟建議歐洲發行沒有IE的Windows 7 E。但是，微軟在2009年7月取消了針對歐洲地區的Windows 7 E版本。2015年，微軟發布了Microsoft Edge，取代了Internet Explorer作為Windows 10預設瀏覽器的地位。但是IE11仍然可用，並且已預安裝在Windows 10上。不过首次安裝Windows的用戶必須從「開始菜單」中的「Windows附件」資料夾中主動查找它，因為預設情況下它不會固定在工作列上。
2021年5月19日，微软宣布将于2022年6月15日停止支持Internet Explorer。作为过渡的一部分，新版Microsoft Edge浏览器将保留IE模式，允许至少在2029年之前启动旧版ActiveX控件和旧版网站。尽管Internet Explorer已被禁用，并且其部分文件仍存储在Windows的“Program Files”文件夹中，但尝试通过“运行”命令运行的用户将被重定向到Microsoft Edge浏览器。此外，自Edge Chromium发布以来，如果首次运行IE11浏览器，它将打开一个新标签页，重定向到Edge网站，并显示 “某些网站不再支持Internet Explorer”的通知。在安装2023年2月14日的安全更新后，Windows 10半年频道中的Internet Explorer也将被禁用。该浏览器的视觉参考最初计划于2023年6月13日从Windows 10中删除，但由于组织反对，微软于2023年5月19日撤回了这一更改。
自2023年年中（IE 退役约一年后），MSN 网站已取消与 Internet Explorer 的所有兼容性，导致用户只能使用 IE11 进行回退。

## 移除方法
移除方法：控制台－＞程式集－＞程式和功能－＞檢視安裝的更新－＞找尋 Internet Explorer
先移除Internet Explorer的語言支援（如中文），再移除Internet Explorer。隨後重新啟動電腦。

## 概觀
IE是Windows的集成组件，无法完全卸载。有時Windows Update會更新Internet Explorer，並且取代舊版本。用户从Windows 2000开始，可以停用IE，但对于需要其浏览器引擎的应用程序仍可正常运行。
此外macOS上的默认浏览器Safari类似地集成到了操作系统中。虽然可以毫无问题地删除应用程序本身，但Safari实际上只是苹果开源WebKit框架的用戶端，该框架已高度集成到操作系统中，无法删除。
在美國訴微軟案中提出了删除IE的做法。然而，微软為自己辯護的論述是，从Windows中删除IE可能会导致系统不稳定。

## 影響
删除IE會導致许多后果。一些Windows捆綁的程式和一些基本的Windows组件都依赖于IE才能运行。在Windows Vista以前，无法在没有IE的情况下运行Windows Update，因为其他網頁浏览器均不支持该服务使用的ActiveX技术。此外，基于Trident引擎的第三方網頁浏览器需要IE，並在没有IE的情況下會停止運作。